# Jean-Baptiste Nompere de Champagny
Jean-Baptiste Nompère de Champagny, 1. vévoda z Cadore, (4. srpna 1756, Roanne – 3. července 1834, Paříž), byl francouzský diplomat napoleonského období.

## Život
Nompère de Champagny se vzdělával v Collège La Flèche a později na École militaire v Paříži, a roku 1774 vstoupil do válečného námořnictva a vyznamenal se ve válce o nezávislost v Americe. Roku 1782 se stal kapitánem řadové lodi.
Oženil se o pět let později s Victoire Blandine Hue de Grosbois (1770–1821) a roku 1789 byl zvolen za šlechtu provincie Forez delegátem zasedání generálních stavů. V průběhu zasedání se přidal k třetímu stavu. V Ústavodárném shromáždění upozorňoval na sebe výřečností a mírností názorů. Byl považován za předního experta pro námořnictvo. Během hrůzovlády se zcela stáhl do soukromí, ale přesto byl zatčen a ohrožen na životě. Ve vězení byl držen až do 9. thermidoru (27. července 1794).
Ani dále se neangažoval politicky, až po 18. brumairu (9. listopadu 1799) ho první konzul Napoleon Bonaparte jmenoval členem Conseil d'Etat (Státní rada). Od července 1801 do srpna 1804 byl vyslancem Francie ve Vídni. Odvolán z tohoto postu byl jen proto, aby byl 7. 8. 1804 jmenován ministrem vnitra Francie a v této funkci sloužil do 9. srpna 1807, kdy byl po odstoupení Talleyranda jmenován ministrem zahraničí Francie. V této roli se podílel na diplomatické přípravě anexe Papežského státu (duben 1808), dále na jednání o odstoupení španělského krále Karla IV. a jeho syna Ferdinanda VII. (Dohoda fontainebleauská) a následném jmenování Josefa Bonaparta králem španělským (1808). Po bitvě u Wagramu (5. a 6. července 1809) dojednal uzavření Vídeňského (Schönbrunnského) míru (14. října 1809). Následně se velmi angažoval při jednáních o druhém sňatku Napoleona I. s arcivévodkyní Marií Luisou roku 1810. Z funkce byl 17. dubna 1811 odvolán po neúspěšných jednáních s Ruskem o dodržování kontinentálního systému. Roku 1808 byl obdarován dědičným titulem vévoda z Cadore (titul zanikl po meči 1893).
Po roce 1809 se zdržoval často v diplomatických misích v Německu, zejména v Kassselu na dvoře krále Jérôma (bratr císaře Napoleona I.). I po ztrátě funkce ministra, patřil k Napoleonovým předním rádcům a byl dále senátorem. Císaři Napoleonovi sloužil zcela oddaně, obdivoval na něm zejména jeho vystupování a pohotovost. Během ruského tažení byl státním sekretářem Marie Louisy (po dobu nepřítomnosti císaře byla regentkou císařství) a roku 1814 ji následoval do Blois. Císařovna jej pak pověřila misí ke svému otci císaři Františku I. Ta byla však zcela bezvýsledná. V období Sta dní se bez váhání opět přidal k Napoleonovi, který jej jmenoval pairem. Během druhé restaurace Bourbonů se naprosto stáhl z veřejného života a až roku 1819 byl jmenován králem Ludvíkem XVIII. pairem.

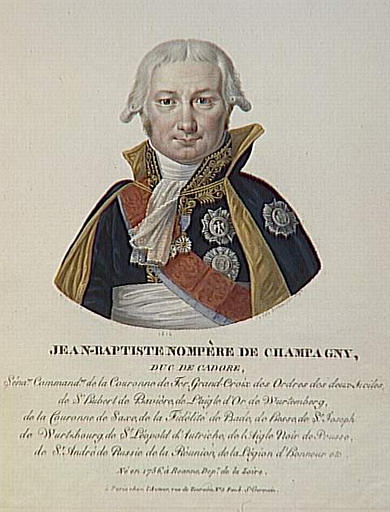
Jean-Baptiste Nompère de Champagny

## Osobní život
S manželkou Viktorií měl čtyři syny a každý se stal známým:
- Louis Alix de Nompère de Champagny, 2.vévoda z Cadore (1796-1870), diplomat
- François-Joseph de Champagny, markýz de Cadore (1804-1882) - narozen ve Vídni pokřtěn jako Franz, také je tak často uváděn. Francouzský historik a spisovatel od roku 1869 člen Francouzské akademie – proslavil se především spisy o historii Římské říše.
- Napoléon Nompère, hrabě de Champagny (1806-1872), byl poslancem Corps Legislatif v letech 1852-1870.
- Jérôme-Paul de Champagny (1809-1886), byl též poslancem Corps Legislatif v letech 1853–1870. Roku 1859 byl jmenován císařským komořím. Uveřejnil korespondenci svého otce s císařem Napoleonem.